# Columnea aurea
Columnea aurea là một loài thực vật có hoa trong họ Tai voi. Loài này được Warsz. mô tả khoa học đầu tiên năm 1845.